# 550'erne
Århundreder: 5. århundrede – 6. århundrede – 7. århundrede
Årtier: 500'erne 510'erne 520'erne 530'erne 540'erne – 550'erne – 560'erne 570'erne 580'erne 590'erne 600'erne
År: 550 551 552 553 554 555 556 557 558 559